# Death Note (film, 2017)
Pour l’article homonyme, voir Death Note.
Pour plus de détails, voir Fiche technique et Distribution.
Death Note (Death Note), ou Carnet de la mort au Québec, est un thriller fantastique américain réalisé par Adam Wingard, sorti en 2017. Il s'agit de l'adaptation cinématographique du  manga éponyme écrit par Tsugumi Ōba, dessiné par Takeshi Obata et publié au Japon entre 2003 et 2006.
Il est projeté en avant-première mondiale le 24 août 2017 au Festival international « FrightFest » de Londres.

## Synopsis
À Seattle, Washington, le lycéen Light Turner tombe sur le "Death Note", un mystérieux cahier relié en cuir avec des instructions qui stipulent qu'en y inscrivant le nom d'une personne, cette personne mourra de la manière prescrite. Light est envoyé en retenue après avoir affronté l'intimidateur Kenny Doyle harcelant la pom-pom girl Mia Sutton, et y rencontre le dieu de la mort Ryuk, le propriétaire du cahier. Ryuk convainc Light d'utiliser le cahier; Light écrit le nom de Doyle et le voit bientôt tué dans un accident bizarre. Cette nuit-là, Light essaie à nouveau, en utilisant le nom du tueur de sa mère, Anthony Skomal, et apprend le lendemain matin de son père James, un détective de la police, que Skomal est mort comme Light l'avait écrit. À l'école, Light montre le livre à Mia et démontre en tuant un criminel connu lors d'une prise d'otage télévisée. Les deux décident de travailler ensemble pour débarrasser le monde des criminels et des terroristes, en utilisant le nom "Kira" (dérivé de la traduction japonaise pour "Killer", afin de détourner l'attention des enquêteurs de leur continent).
Les actions de Kira attirent l'attention de l'énigmatique détective international "L", qui en déduit que Kira est une étudiante basée à Seattle et qui a des liens étroits avec la police, et conclut indirectement que Kira ne peut tuer qu'en connaissant le nom et le visage de sa victime. En collaboration avec James et la police, L demande à plusieurs agents du FBI de suivre Light et d'autres suspects. Light refuse de les tuer quand Mia le suggère, mais bientôt les agents se suicident en masse, ce que Light pense que Ryuk leur a fait faire. James menace Kira lors d'une émission publique, mais quand il ne parvient pas à être tué, L confronte Light à propos du fait qu'il est Kira et prépare la police à fouiller minutieusement la maison de Light. Light décide d'utiliser le Death Note pour forcer l'assistant personnel de L, Watari, à se rendre à Montauk, New York et à y trouver le dossier d'adoption de L; Light prévoit de brûler la page du cahier avec le nom de Watari une fois qu'il connaît le nom de L pour arrêter la mort de Watari, puis de tuer L. Mia aide à sortir le cahier avant la recherche.
Light et Mia se rendent au bal de l'école, profitant de l'événement pour abandonner L et la police. Light récupère le cahier au moment où Watari le contacte avec le nom de L, mais Light ne trouve pas la page dans le cahier. Watari meurt avant de pouvoir révéler le nom de L, étant "Lebens Dorn". Light découvre que Mia a pris la page de Watari, a causé le suicide des agents et a écrit le nom de Light dans le livre, prêt à le tuer à minuit, mais elle propose de brûler sa page s'il lui remet le cahier. Light s'enfuit, disant à Mia de le rencontrer à la Grande Roue de Seattle. Pendant ce temps, L apprend la mort de Watari et devient instable, partant pour une chasse à l'homme personnelle contre Light, tandis que James ordonne à L d'être détenu. L coince Light, mais un passant, entendant que Light est Kira, assomme L, laissant Light s'échapper. Mia rencontre Light au volant, et ils montent au sommet. Là, Mia vole le cahier, mais se rend compte trop tard que c'était le plan de Light: Light a écrit sa mort dans le cahier à condition qu'elle le prenne. La roue s'effondre, faisant tomber Mia vers la mort, tandis que Light et le carnet tombent dans les eaux voisines. La page avec le nom de Light atterrit dans un tonneau en feu devant les yeux de L.
Avant de rencontrer Mia, Light avait utilisé le livre pour contraindre un médecin pénalement accusé de le sauver et de le mettre dans un coma médicalement provoqué, tout en demandant à un autre criminel de récupérer le Death Note et de continuer les meurtres de Kira avant de le remettre à son chevet, tuer les deux une fois leur rôle terminé. Pendant ce temps, L est ordonné de quitter l'affaire pour ses inconduites apparentes, mais par défi, il attaque la maison de Mia, trouvant la page du cahier avec les noms des agents et en déduit ses capacités. Dans un accès hystérique, il envisage d'écrire le nom de Light. Lorsque Light se réveille de son coma dans un hôpital avec James, qui en est venu à conclure que Light est Kira, à ses côtés, il essaie de convaincre James que ses actions étaient "le moindre de deux maux", ce qui incite Ryuk à rire et à commenter cela " les humains sont si intéressants ».

## Fiche technique
Sauf indication contraire, les informations mentionnées dans cette section peuvent être confirmées par la base de données cinématographiques IMDb,  présente dans la section « Liens externes ».
- Titre original et français : Death Note
- Titre québécois : Carnet de la mort
- Réalisation : Adam Wingard
- Scénario : Vlas Parlapanides, Charley Parlapanides et Jeremy Slater, d'après le manga éponyme de Takeshi Obata et Tsugumi Oba
- Direction artistique : Thomas S. Hammock
- Décors : Catherine Ircha et Cheryl Marion
- Costumes : Emma Potter
- Photographie : David Tattersall
- Montage : Louis Cioffi
- Musique : Atticus Ross et Leopold Ross (en)
- Production : Roy Lee, Dan Lin, Masi Oka, Jason Hoffs et Ted Sarandos
- Sociétés de production : LP Entertainment, Vertigo Entertainment et Lin Pictures
- Société de distribution : Netflix
- Budget : 50 000 000 de dollars[réf. nécessaire]
- Pays d'origine :  États-Unis
- Langue originale : anglais
- Format : couleur
- Genres : thriller fantastique
- Durée : 101 minutes
- Dates de sortie :
  - Royaume-Uni : 24 août 2017 (festival international « FrightFest » de Londres)
  - États-Unis, France : 25 août 2017 (sur Netflix)
- Interdit aux moins de 12 ans

## Distribution
- Nat Wolff (VF : Julien Bouanich) : Light Turner[1]
- Willem Dafoe (VF : Emmanuel Karsen) : Ryuk[2]
- Lakeith Stanfield (VF : Eilias Changuel) : L
- Margaret Qualley (VF : Kelly Marot) : Mia Sutton
- Shea Whigham (VF : Stéphane Bazin) : James Turner
- Paul Nakauchi (VF : Jérémie Covillault) : Watari
- Michael Shamus Wiles (VF : Bernard Tiphaine) : le capitaine Russel

## Production

### Développement

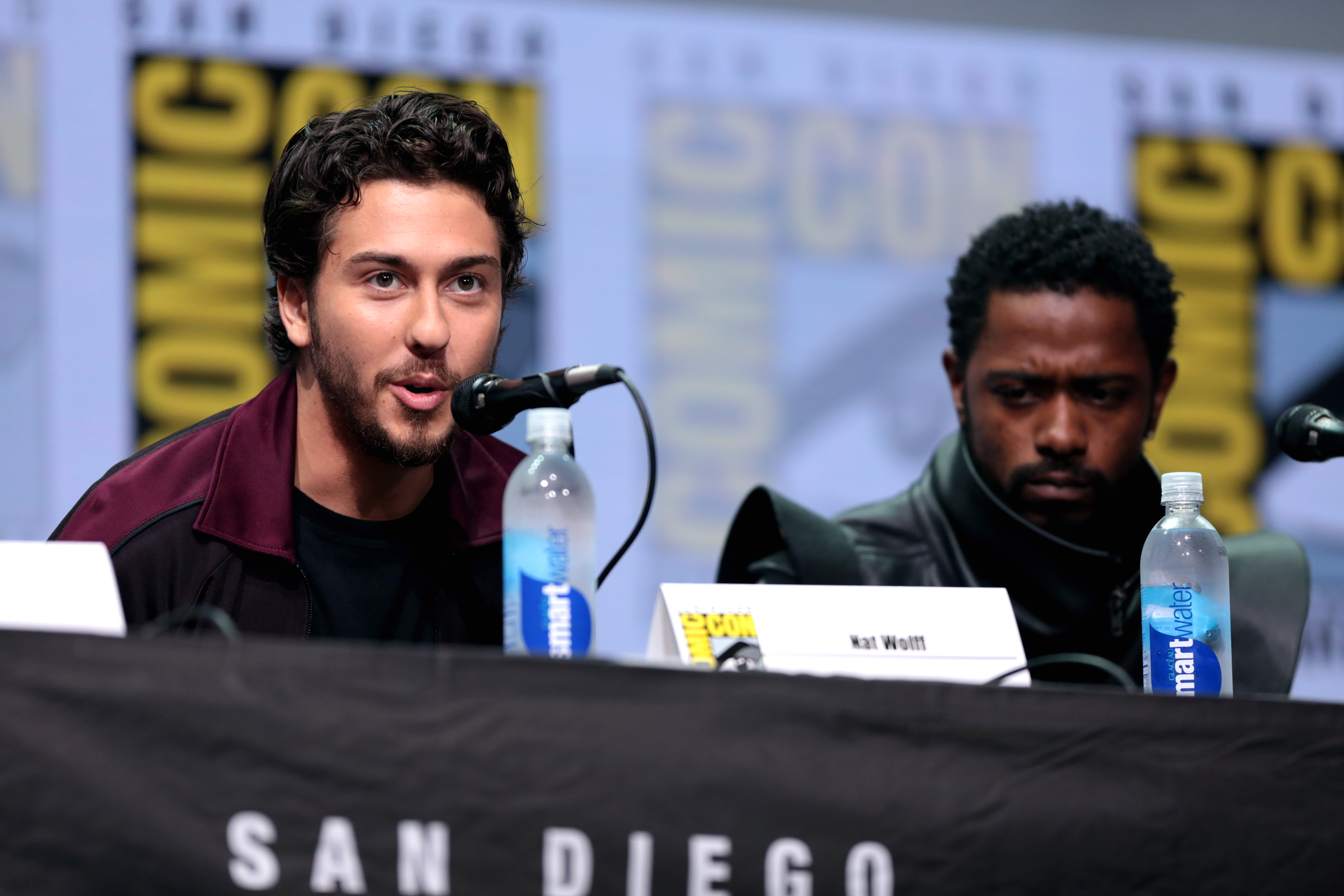
Les acteurs principaux Nat Wolff et Keith Stanfield au San Diego Comic-Con 2017, pour la promotion du film.

En 2007, le journal malaisien The Star annonce que plus de dix sociétés de production de films américaines sont intéressées par la production d'une adaptation live du manga Death Note. Vertigo Entertainment acquiert les droits d'adaptation du manga et annonce la production d'un film avec Charley et Vlas Parlapanides comme scénaristes et Roy Lee, Doug Davison, Dan Lin, et Brian Witten comme producteurs. Le 30 avril 2009, Variety annonce que Warner Bros., déjà distributeurs des adaptations live japonaise reprend la production du film avec les scénaristes et les producteurs qui étaient déjà attachés au film. Le 13 janvier 2011, il est annoncé que Shane Black réaliserait le film et qu'Anthony Bagarozzi et Charles Mondry seraient les nouveaux scénaristes, mais à la suite du vœu de changer certaines parties du scénario de la part de Warner Bros. Black quitte le projet. En juillet 2014, une rumeur annonce que Gus Van Sant remplace Shane Black à la réalisation du film avec Dan Lin, Doug Davison, Roy Lee et Brian Witten comme producteurs avec Vertigo Entertainment et Lin Pictures comme sociétés de production.
Le 27 avril 2015, The Hollywood Reporter annonce que Adam Wingard réalisera le film et que tous les producteurs déjà attachés à la production du film depuis le début du projet reprendront leur rôles en plus d’être rejoints par Jason Hoffs et Masi Oka, deux nouveaux producteurs. Les producteurs annoncent que le film sera classé R aux États-Unis. En avril 2016, The Wrap annonce que Warner Bros. abandonne la production du film, Netflix reprend alors le projet, accorde au film un budget avoisinant les 50 millions de dollars et engage également Jeremy Slater comme scénariste.